# Atletica leggera ai Giochi della XXXII Olimpiade - 800 metri piani femminili

Video ufficiale della Finale

Ai Giochi della XXXII Olimpiade la competizione degli 800 metri piani femminili si è svolta nei giorni 30, 31 e 3 agosto 2021 presso lo Stadio nazionale di Tokyo.

## Presenze ed assenze delle campionesse in carica
| Competizione           | Atleta              | Prestazione |            |
| ---------------------- | ------------------- | ----------- | ---------- |
| Olimpiadi 2016         | Caster Semenya      | 1'55”28     | [ E 1 ]    |
| Commonwealth 2018      | Caster Semenya      | 1'56”68     |            |
| Europei 2018           | Natalija Pryščepa   | 2'00”38     | Non qual.  |
| Asiatici 2018          | Wang Chunyu         | 2'01”80     | Presente   |
| Panamericani 2019      | Natoya Goule        | 2'01”26     | Presente   |
| Africani 2019          | Hirut Meshesha Mero | 2'03”16     | Non selez. |
| Mondiali 2019          | Halimah Nakaayi     | 1'58”04     | Presente   |
|                        |                     |             |            |
| Mondiali under 20 2018 | Diribe Welteji      | 1'59”74     | Presente   |

1. ↑  L'atleta sudafricana può disputare solo in patria tutte le distanze. In campo internazionale, invece, le sono interdette le gare tra i 400 m e il Miglio per la normativa introdotta dalla Federazione mondiale nel 2019.

Graduatoria mondiale
In base alla classifica della Federazione mondiale, le migliori atlete iscritte alla gara erano le seguenti:
| Pos. | Atleta          | Punti | Note |
| ---- | --------------- | ----- | ---- |
| 1    | Ajeé Wilson     | 1389  |      |
| 2    | Natoya Goule    | 1364  |      |
| 3    | Halimah Nakaayi | 1361  |      |

## La gara
Tutte le migliori atlete passano il primo turno. La più veloce è Natoya Goule (Giamaica) con 1'59”83. In semifinale la giamaicana vince la prima serie; controprestazione di Ajeé Wilson (USA), considerata la migliore delle tre americane. Giunge quarta ed è eliminata. La seconda serie è vinta dalla giovane (19 anni) Athing Mu in 1'58”07. La terza è appannaggio della britannica Keely Hodgkinson con 1'59”12.
La finale è un monologo di Athing Mu. Alla prima esperienza in una gara mondiale, la giovane statunitense comanda il gruppo con autorità. Ai 400 metri le otto atlete occupano le seguenti posizioni: Mu, Goule, l'etiopica Alemu, Wang Chunyu e le tre britanniche guidate dalla Hodgkinson. Ultima è la statunitense Rogers. Ai 500 m la Hodgkinson e la connazionale Bell passanno la Wang; poi la Hodgkinson si pone all'interno e passa astutamente Alemu e Goule in prima corsia. È seconda e dietro di lei la Bell è terza. Athing Mu, in testa, è ormai imprendibile: ha accelerato ulteriormente ed ha creato un divario di cinque metri: si presenta da sola sulla retta d'arrivo e vince d'autorità con il nuovo record nazionale. La Hodgkinson è seconda ma dietro di lei non compare la Bell: commette l'errore di non guardare alla propria destra. Se l'avesse fatto si sarebbe accorta che Raevyn Rogers e Wang Chunyu stanno rinvenendo prepotentemente dalla sesta e dalla settima posizione. La britannica si fa superare dalla Rogers sulla linea del traguardo consegnando il bronzo alla statunitense.
Athing Mu vince in 1'55”21, nuovo record nazionale (precedente: 1'55”61 di Ajeé Wilson). I suoi passaggi: 27”4 ai 200 metri, 58”82 ai 400 m e 1'27”15 ai 600 m. Anche la seconda classificata, Keely Hodgkinson, è una diciannovenne. La britannica stabilisce il nuovo record nazionale (1'55”88, precedente 1'56”21 di Kelly Holmes nel 1995).

Non è la prima volta che la specialità viene vinta da un'atleta junior: apparteneva a questa categoria Pamela Jelimo, che trionfò ai Giochi di Pechino 2008. Forse è la prima volta, invece, in cui le due prime posizioni sono entrambe occupate da atlete Under 20.

## Risultati

### Batterie
Le prime tre di ogni batteria (Q) e le successive sei più veloci (q) si qualificano per le semifinali.

#### Batteria 1
| Posizione | Corsia | Atleta          | Nazionalità | Tempo   | Note |
| --------- | ------ | --------------- | ----------- | ------- | ---- |
| 1         | 3      | Rénelle Lamote  | Francia     | 2'01"92 | Q    |
| 2         | 5      | Winnie Nanyondo | Uganda      | 2'02"02 | Q    |
| 3         | 2      | Lore Hoffmann   | Svizzera    | 2'02"05 | Q    |
| 4         | 4      | Angelica Sarna  | Polonia     | 2'02"18 |      |
| 5         | 8      | Madeleine Kelly | Canada      | 2'02"39 |      |
| 6         | 6      | Morgan Mitchell | Australia   | 2'05"44 |      |
|           | 7      | Līga Velvere    | Lettonia    | dnf     |      |

#### Batteria 2
| Posizione | Corsia | Atleta          | Nazionalità               | Tempo   | Note |
| --------- | ------ | --------------- | ------------------------- | ------- | ---- |
| 1         | 1      | Natoya Goule    | Giamaica                  | 1'59"83 | Q    |
| 2         | 3      | Noélie Yarigo   | Benin                     | 2'00"11 | Q    |
| 3         | 2      | Hedda Hynne     | Norvegia                  | 2'00"76 | Q    |
| 4         | 4      | Halimah Nakaayi | Uganda                    | 2'00"92 | Q    |
| 5         | 6      | Katharina Trost | Germania                  | 2'00"99 | Q    |
| 6         | 8      | Eunice Sum      | Kenya                     | 2'03"00 |      |
| 7         | 5      | Nadia Power     | Irlanda                   | 2'03"74 |      |
| 8         | 7      | Rose Lokonyen   | Atleti Olimpici Rifugiati | 2'11"87 |      |

#### Batteria 3
| Posizione | Corsia | Atleta                | Nazionalità | Tempo   | Note |
| --------- | ------ | --------------------- | ----------- | ------- | ---- |
| 1         | 2      | Athing Mu             | Stati Uniti | 2'01"10 | Q    |
| 2         | 5      | Habitam Alemu         | Etiopia     | 2'01"20 | Q    |
| 3         | 7      | Joanna Jóźwik         | Polonia     | 2'01"87 | Q    |
| 4         | 6      | Melissa Bishop-Nriagu | Canada      | 2'02"11 |      |
| 5         | 3      | Christina Hering      | Germania    | 2'02"23 |      |
| 6         | 4      | Bianka Kéri           | Ungheria    | 2'02"82 |      |
| 7         | 8      | Louise Shanahan       | Irlanda     | 2'03"57 |      |

#### Batteria 4
| Posizione | Corsia | Atleta                  | Nazionalità   | Tempo   | Note |
| --------- | ------ | ----------------------- | ------------- | ------- | ---- |
| 1         | 5      | Raevyn Rogers           | Stati Uniti   | 2'01"42 | Q    |
| 2         | 7      | Keely Hodgkinson        | Gran Bretagna | 2'01"59 | Q    |
| 3         | 1      | Mary Moraa              | Kenya         | 2'01"66 | Q    |
| 4         | 6      | Netsanet Desta          | Etiopia       | 2'01"98 |      |
| 5         | 4      | Lindsey Butterworth     | Canada        | 2'02"45 |      |
| 6         | 3      | Anna Wielgosz           | Polonia       | 2'03"20 |      |
| 7         | 8      | Síofra Cléirigh Büttner | Irlanda       | 2'04"62 |      |
| 8         | 2      | Nimali Waliwarsha       | Sri Lanka     | 2'10"23 |      |

#### Batteria 5
| Posizione | Corsia | Atleta            | Nazionalità               | Tempo   | Note                          |
| --------- | ------ | ----------------- | ------------------------- | ------- | ----------------------------- |
| 1         | 8      | Rose Mary Almanza | Cuba                      | 2'00"71 | Q                             |
| 2         | 3      | Déborah Rodríguez | Uruguay                   | 2'00"90 | Q                             |
| 3         | 1      | Rababe Arafi      | Marocco                   | 2'00"96 | (.957) Q                      |
| 4         | 4      | Alexandra Bell    | Gran Bretagna             | 2'00"96 | (.960) q                      |
| 5         | 6      | Catriona Bisset   | Australia                 | 2'01"65 |                               |
| 6         | 5      | Delia Sclabas     | Svizzera                  | 2'03"03 |                               |
| 7         | 7      | Shafiqua Maloney  | Saint Vincent e Grenadine | 2'07"89 |                               |
| 8         | 2      | D'Jamila Tavares  | São Tomé e Príncipe       | 2'16"72 | Miglior prestazione personale |

#### Batteria 6
| Posizione | Corsia | Atleta               | Nazionalità   | Tempo   | Note                                     |
| --------- | ------ | -------------------- | ------------- | ------- | ---------------------------------------- |
| 1         | 4      | Jemma Reekie         | Gran Bretagna | 1'59"97 | Q                                        |
| 2         | 1      | Ajeé Wilson          | Stati Uniti   | 2'00"02 | Q                                        |
| 3         | 7      | Wang Chunyu          | Cina          | 2'00"05 | Q                                        |
| 4         | 6      | Sara Kuivisto        | Finlandia     | 2'00"15 | q                                        |
| 5         | 8      | Elena Bellò          | Italia        | 2'01"07 | q                                        |
| 6         | 2      | Natalia Romero       | Spagna        | 2'01"16 | q                                        |
| 7         | 5      | Gabriela Gajanová    | Slovacchia    | 2'01"41 | Miglior prestazione personale stagionale |
| 8         | 3      | Emily Cherotich Tuei | Kenya         | 2'08"08 |                                          |

### Semifinali
Le prime due di ogni batteria (Q) e le successive due più veloci (q) si qualificano per la finale.

#### Semifinale 1
| Posizione | Corsia | Atleta          | Nazionalità   | Tempo   | Note |
| --------- | ------ | --------------- | ------------- | ------- | ---- |
| 1         | 5      | Natoya Goule    | Giamaica      | 1'59"57 | Q    |
| 2         | 3      | Jemma Reekie    | Gran Bretagna | 1'59"77 | Q    |
| 3         | 8      | Mary Moraa      | Kenya         | 2'00"47 |      |
| 4         | 4      | Ajeé Wilson     | Stati Uniti   | 2'00"79 |      |
| 5         | 2      | Joanna Jóźwik   | Polonia       | 2'02"32 |      |
| 6         | 1      | Elena Bellò     | Italia        | 2'02"35 |      |
| 7         | 7      | Hedda Hynne     | Norvegia      | 2'02"38 |      |
| 8         | 6      | Halimah Nakaayi | Uganda        | 2'04"44 |      |

#### Semifinale 2
| Posizione | Corsia | Atleta         | Nazionalità   | Tempo   | Note             |
| --------- | ------ | -------------- | ------------- | ------- | ---------------- |
| 1         | 4      | Athing Mu      | Stati Uniti   | 1'58"07 | Q                |
| 2         | 3      | Habitam Alemu  | Etiopia       | 1'58"40 | Q                |
| 3         | 5      | Alexandra Bell | Gran Bretagna | 1'58"83 | Q                |
| 4         | 7      | Lore Hoffmann  | Svizzera      | 1'59"38 |                  |
| 5         | 6      | Rénelle Lamote | Francia       | 1'59"40 |                  |
| 6         | 1      | Sara Kuivisto  | Finlandia     | 1'59"41 | Record nazionale |
| 7         | 8      | Noélie Yarigo  | Benin         | 2'01"41 |                  |
| 8         | 2      | Natalia Romero | Spagna        | 2'01"52 |                  |

#### Semifinale 3
| Posizione | Corsia | Atleta            | Nazionalità   | Tempo   | Note                                     |
| --------- | ------ | ----------------- | ------------- | ------- | ---------------------------------------- |
| 1         | 5      | Keely Hodgkinson  | Gran Bretagna | 1'59"12 | Q                                        |
| 2         | 8      | Wang Chunyu       | Cina          | 1'59"14 | Q                                        |
| 3         | 3      | Raevyn Rogers     | Stati Uniti   | 1'59"28 | Q                                        |
| 4         | 4      | Rose Mary Almanza | Cuba          | 1'59"65 |                                          |
| 5         | 1      | Winnie Nanyondo   | Uganda        | 1'59"84 | Miglior prestazione personale stagionale |
| 6         | 7      | Rababe Arafi      | Marocco       | 1'59"86 |                                          |
| 7         | 2      | Déborah Rodríguez | Uruguay       | 2'01"76 |                                          |
| 8         | 6      | Katharina Trost   | Germania      | 2'02"14 |                                          |

### Finale
| Record mondiale      | Jarmila Kratochvílová | 1'53"28 | Monaco di Baviera | 26 luglio 1983 |
| Record olimpico      | Nadija Olizarenko     | 1'53"43 | Mosca             | 27 luglio 1980 |
| Capolista stagionale | Rose Mary Almanza     | 1'56"28 | Stoccolma         | 4 luglio 2021  |

Martedì 3 agosto, ore 19:25
| Posizione | Corsia | Atleta           | Nazionalità   | Tempo   | Note                                                                 |
| --------- | ------ | ---------------- | ------------- | ------- | -------------------------------------------------------------------- |
| Oro       | 3      | Athing Mu        | Stati Uniti   | 1'55"21 | Record nazionale · Miglior prestazione nord-centroamericana under 20 |
| Argento   | 4      | Keely Hodgkinson | Gran Bretagna | 1'55"88 | Record nazionale                                                     |
| Bronzo    | 8      | Raevyn Rogers    | Stati Uniti   | 1'56"81 | Miglior prestazione personale                                        |
| 4         | 6      | Jemma Reekie     | Gran Bretagna | 1'56"90 | Miglior prestazione personale                                        |
| 5         | 2      | Wang Chunyu      | Cina          | 1'57"00 | Miglior prestazione personale                                        |
| 6         | 7      | Habitam Alemu    | Etiopia       | 1'57"56 | Miglior prestazione personale stagionale                             |
| 7         | 1      | Alexandra Bell   | Gran Bretagna | 1'57"66 | Miglior prestazione personale                                        |
| 8         | 5      | Natoya Goule     | Giamaica      | 1'58"26 |                                                                      |